# Bois-Guillaume
Pour les articles homonymes, voir Bois (homonymie), Bois (communes) et Guillaume.
Bois-Guillaume est une commune française située dans le département de la Seine-Maritime, en région Normandie.

## Géographie

### Localisation
Bois-Guillaume se trouve sur les hauteurs de Rouen, à cinq minutes du centre-ville et de la gare de Rouen, et à proximité de la forêt Verte, rattachée à la commune d'Houppeville, via le hameau de la Bretèque.

### Communes limitrophes
| Houppeville       | Houppeville    | Isneauville                    |
| Mont-Saint-Aignan | Bois-Guillaume | Saint-Martin-du-Vivier Bihorel |
| Rouen             | Rouen Bihorel  | Bihorel                        |

### Hydrographie
La commune est située dans le bassin Seine-Normandie. Elle n'est drainée par aucun cours d'eau,.

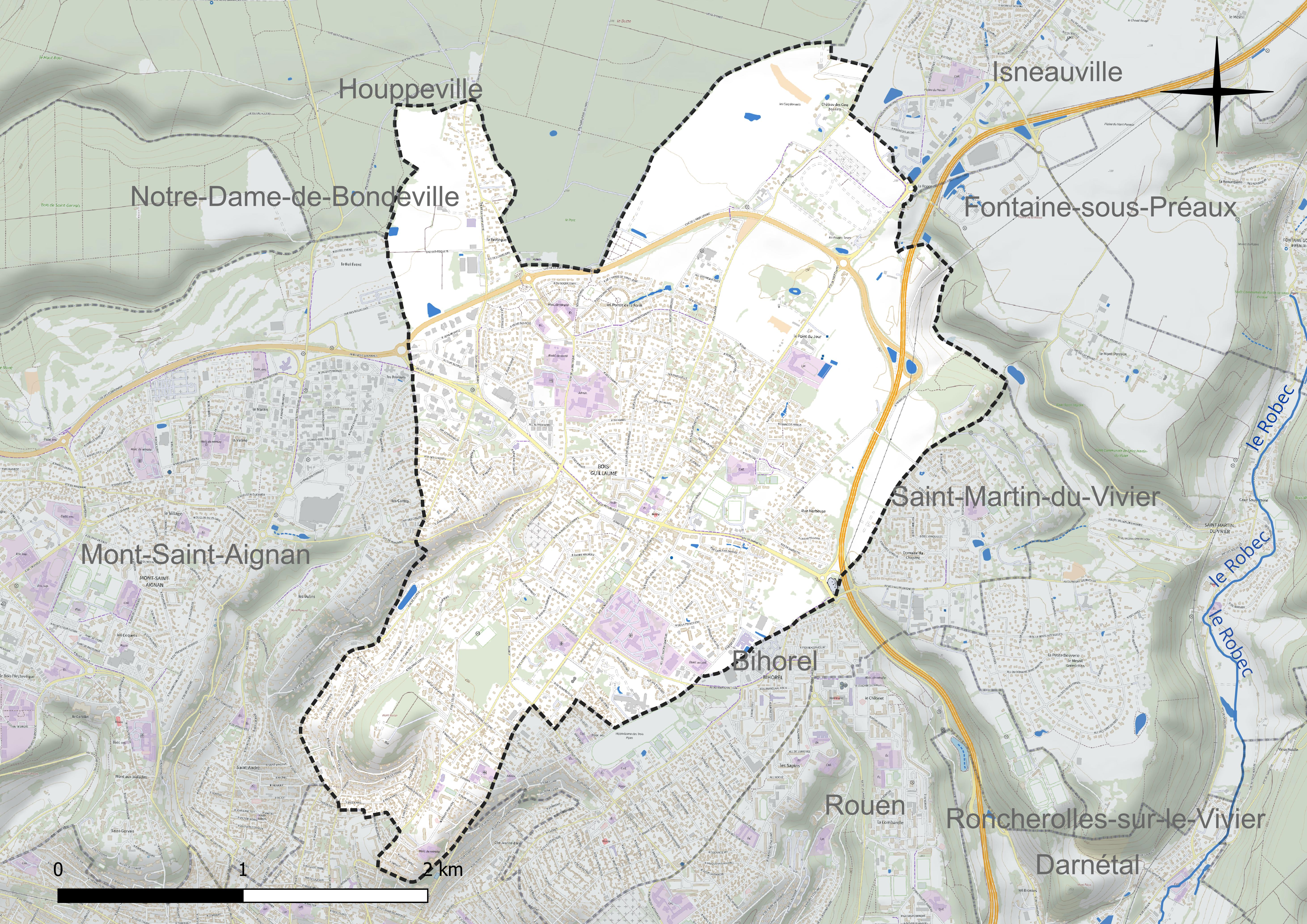
Réseau hydrographique de Bois-Guillaume.

### Climat
Pour des articles plus généraux, voir Climat de la Normandie et Climat de la Seine-Maritime.
En 2010, le climat de la commune est de type climat océanique altéré, selon une étude du CNRS s'appuyant sur une série de données couvrant la période 1971-2000. En 2020, Météo-France publie une typologie des climats de la France métropolitaine dans laquelle la commune est exposée à un climat océanique et est dans la région climatique Côtes de la Manche orientale, caractérisée par un faible ensoleillement (1 550 h/an) ; forte humidité de l’air (plus de 20 h/jour avec humidité relative > 80 % en hiver), vents forts fréquents. Parallèlement le GIEC normand, un groupe régional d’experts sur le climat, différencie quant à lui, dans une étude de 2020, trois grands types de climats pour la région Normandie, nuancés à une échelle plus fine par les facteurs géographiques locaux. La commune est, selon ce zonage, exposée à un « climat maritime », correspondant au Pays de Caux, frais, humide et pluvieux, légèrement plus frais que dans le Cotentin.
Pour la période 1971-2000, la température annuelle moyenne est de 10,2 °C, avec une amplitude thermique annuelle de 14,1 °C. Le cumul annuel moyen de précipitations est de 845 mm, avec 13 jours de précipitations en janvier et 8,6 jours en juillet. Pour la période 1991-2020, la température moyenne annuelle observée sur la station météorologique la plus proche, située sur la commune de Rouen à 3 km à vol d'oiseau, est de 12,6 °C et le cumul annuel moyen de précipitations est de 817,9 mm,. Pour l'avenir, les paramètres climatiques de la commune estimés pour 2050 selon différents scénarios d’émission de gaz à effet de serre sont consultables sur un site dédié publié par Météo-France en novembre 2022.

## Urbanisme

### Typologie
Au 1er janvier 2024, Bois-Guillaume est catégorisée grand centre urbain, selon la nouvelle grille communale de densité à sept niveaux définie par l'Insee en 2022.
Elle appartient à l'unité urbaine de Rouen, une agglomération inter-départementale regroupant 50  communes, dont elle est une commune de la banlieue,,. Par ailleurs la commune fait partie de l'aire d'attraction de Rouen, dont elle est une commune du pôle principal,. Cette aire, qui regroupe 317 communes, est catégorisée dans les aires de 200 000 à moins de 700 000 habitants,.

### Occupation des sols
L'occupation des sols de la commune, telle qu'elle ressort de la base de données européenne d’occupation biophysique des sols Corine Land Cover (CLC), est marquée par l'importance des territoires artificialisés (68,9 % en 2018), en augmentation par rapport à 1990 (62 %). La répartition détaillée en 2018 est la suivante : 
zones urbanisées (64,6 %), terres arables (24,2 %), prairies (5 %), zones industrielles ou commerciales et réseaux de communication (2,9 %), forêts (1,9 %), espaces verts artificialisés, non agricoles (1,4 %). L'évolution de l’occupation des sols de la commune et de ses infrastructures peut être observée sur les différentes représentations cartographiques du territoire : la carte de Cassini (XVIIIe siècle), la carte d'état-major (1820-1866) et les cartes ou photos aériennes de l'IGN pour la période actuelle (1950 à aujourd'hui).

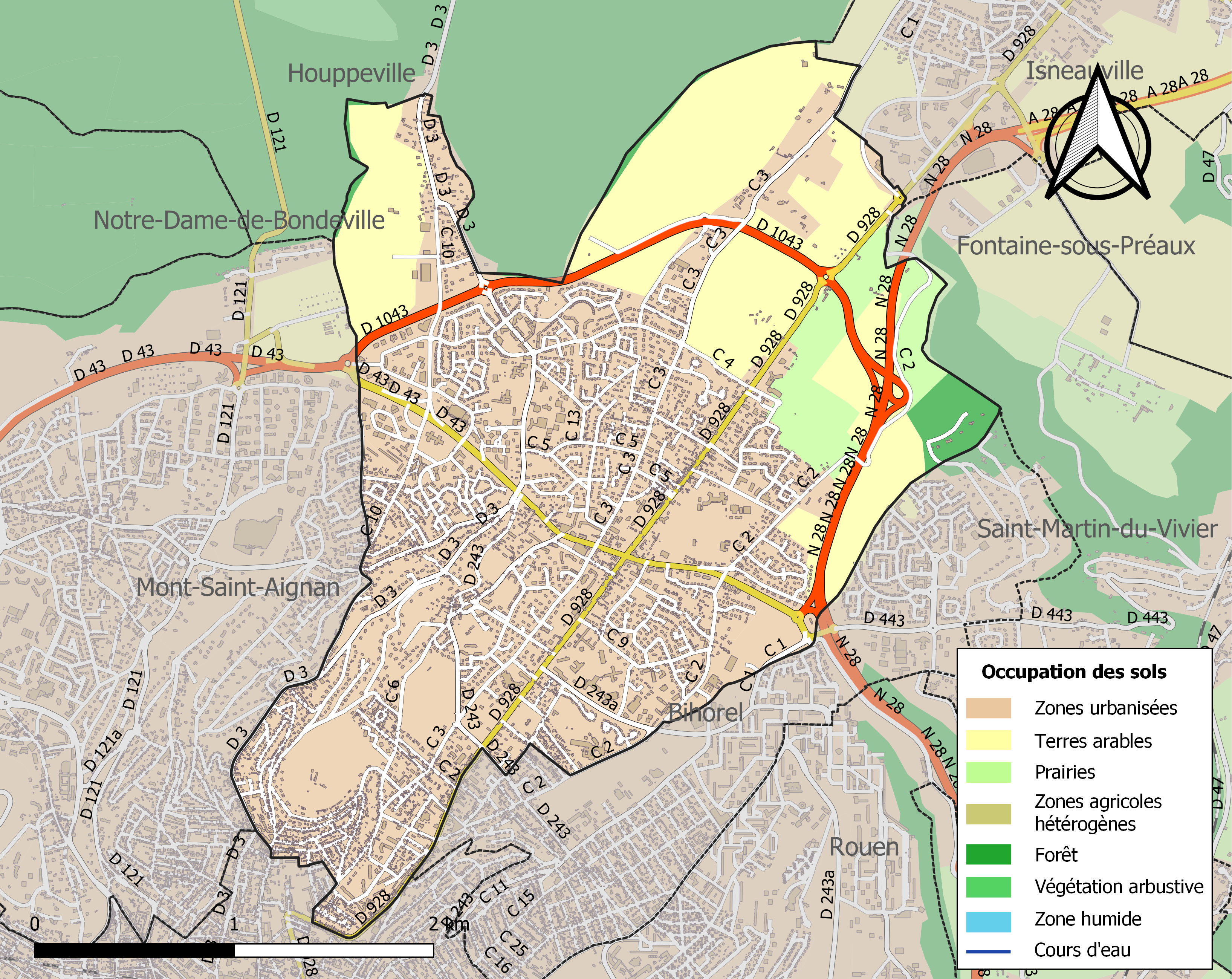
Carte des infrastructures et de l'occupation des sols de la commune en 2018 (CLC).

### Voies de communication et transports

#### Réseau routier
Bois-Guillaume est traversée par une voie rapide qui descend à Rouen et passe par le tunnel de la Grand'Mare, et qui va vers Maromme dans l'autre sens.

#### Réseau ferroviaire
La gare ferroviaire la plus proche est la gare de Rouen-Rive-Droite, située à 3 kilomètres du centre de la commune et à 600 mètres de la limite communale avec Rouen.

#### Transports en commun
Bois-Guillaume est desservie par trois lignes de bus régulières : le F1, le 11 et le 40, les trois lignes allant à Rouen. D'autres lignes comme la 96 ou la 321 desservent les établissements scolaires.
Quatre lignes de bus du réseau Astuce desservent Bois-Guillaume : F1, F8, 10 et 11 dont deux à haute fréquence (ligne F1 et F8). Ces lignes permettent de rejoindre le centre-ville de Rouen ainsi que les autres communes voisines telles Mont-Saint-Aignan, Isneauville, Déville-lès-Rouen, Maromme et Le Grand-Quevilly.
Le métro de Rouen ne dessert pas la commune de Bois-Guillaume, mais deux de ses stations sont situées à proximité : Gare-Rue Verte et Beauvoisine.

## Toponymie
Le nom de la localité est attesté sous la forme latinisée Bosco Willelmi en 1180.
Bois-Guillaume est la forme francisée de Bosc-Will[i]ame, forme normande (Bosc-Guérard a par contre conservé son phonétisme normand, la forme française étant Bois-Gérard).
La référence à Guillaume le Conquérant, qui aurait apprécié la chasse dans les bois alentour, et à sa mère, Arlette de Falaise, qui y aurait fait bâtir une maison de complaisance en 1040, ne repose sur aucune preuve sérieuse.

## Histoire

### Antiquité
Bois-Guillaume était située sur le territoire de la tribu gauloise des Véliocasses. Le site était sans doute habité à l'époque gallo-romaine, puisqu’il y fut trouvé des monnaies de bronze et or, et des monnaies d’or et d’argent romaines. Deux voies romaines traversaient la commune : Rouen-Dieppe par le chemin de Clères et le chemin de la Bretèque et Rouen-Amiens par l'actuelle route de Neufchâtel.

### Moyen Âge
Les seigneurs de Bois-Guillaume figurent dans l’histoire. D’abord lors de la première croisade en 1096. Un Geoffroy de Bois-Guillaume est mentionné dans un procès au Parlement de Paris en 1259. Lors de la guerre de Cent Ans, Mathieu de Bois-Guillaume, écuyer, était l’un des compagnons de Du Guesclin.
Un lieu de culte existait déjà au XIIIe siècle, mais il fut détruit par les Anglais qui donnèrent Bois-Guillaume à Guy Le Bouteillier qui s'était résolu à leur livrer Rouen en 1419.

### Temps modernes
Les bois qui avaient donné leur nom au village sont progressivement rasés jusqu'à la limite des communes voisines, comme le montre la carte de Cassini du XVIIIe siècle, où l'on voit déjà la forêt dans ses limites actuelles.
L’église paroissiale de la Sainte-Trinité fut construite à la fin du XVe siècle sur l'emplacement qu'elle occupe actuellement.

### Révolution française et Empire
La loi du 14 décembre 1789 crée la commune de Bois-Guillaume dans les limites des actuelles communes de Bois-Guillaume et Bihorel. C'est à l'époque une commune rurale dévolue à l'agriculture et à l'élevage.

### Époque contemporaine
Au cours de la seconde moitié du XIXe siècle, les parties de la commune situées à proximité de Rouen, dont le quartier de Bihorel, sont rattrapées progressivement par l'urbanisation.
La population augmente et l'église paroissiale devient trop petite. Des travaux sont menés de 1869 à 1871 pour l'agrandir et la désorienter.
Des tensions apparaissent entre les « urbains » et les « ruraux » et, en 1892, les habitants de Bihorel obtiennent la création d'une commune à part entière. Cette scission ampute la commune de Bois-Guillaume de 22 % de son territoire et 38 % de sa population.
Jusqu'au milieu du XXe siècle, l'activité économique de Bois-Guillaume reste très centrée sur l'agriculture. On y pratique l'élevage et la culture céréalière, activités toujours présentes mais à une échelle très réduite, ainsi que la culture maraîchère et fruitière. Une variété de pomme y a été inventée à la fin du XIXe siècle ou au début du XXe siècle que l'on appelle la transparente de Bois-Guillaume. Les fraises de Bois-Guillaume étaient paraît-il exportées jusqu'en Angleterre. La présence de vignobles sur les pentes de Bois-Guillaume est attestée du début du XVIe siècle jusqu'à la fin du XIXe siècle.

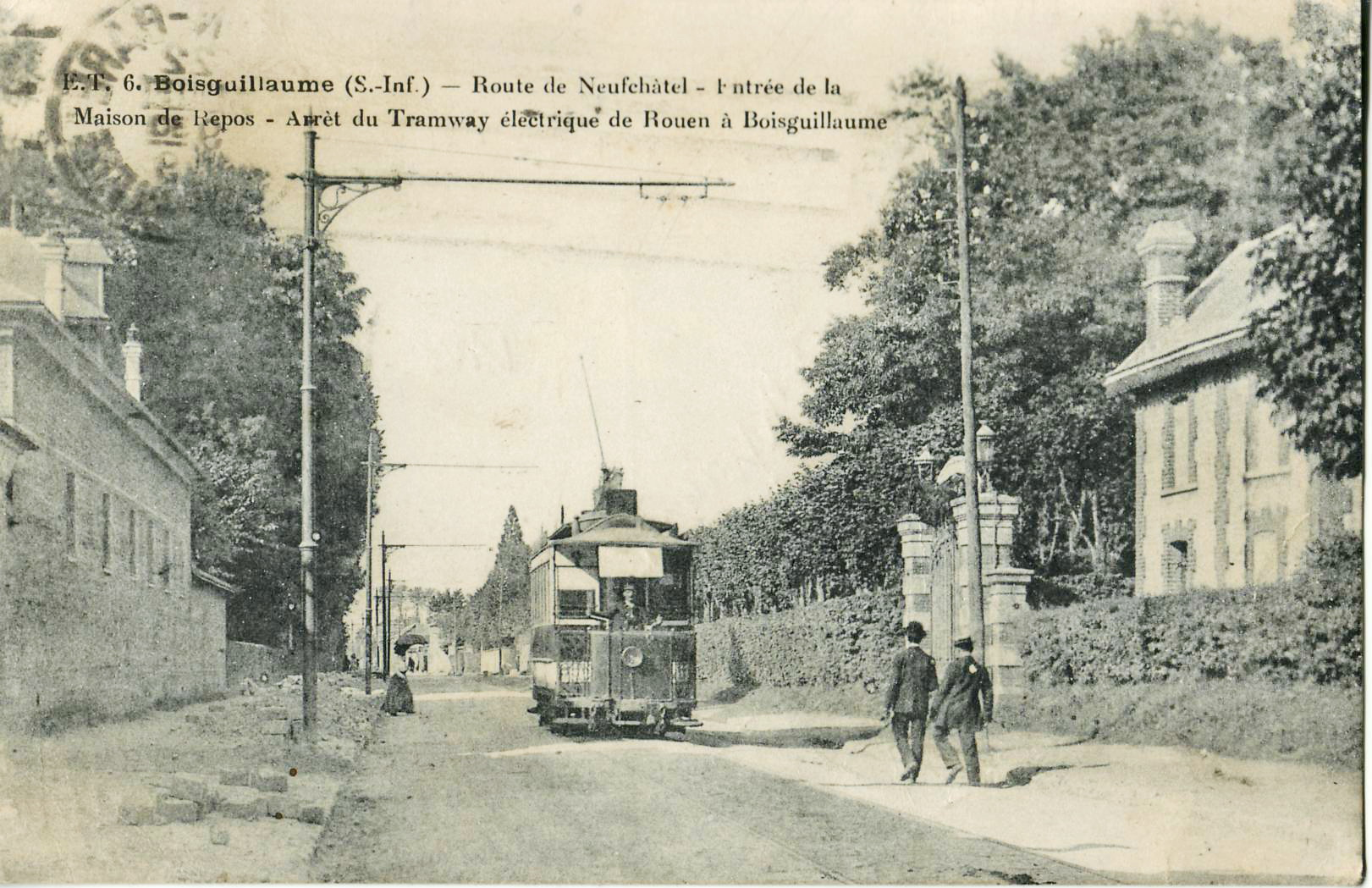
Bois-Guillaume fut desservie par l'ancien tramway de Rouen dès 1911.

En 2010, les municipalités de Bois-Guillaume et Bihorel engagent un rapprochement en vue d'une fusion, afin de revenir à la commune d'avant 1892. Ce projet provoque des réactions négatives d'une partie de la population des deux communes. Une consultation des habitants est réalisée le 26 juin 2011. 26,8 % des Bois-Guillaumais et 44,7 % des Bihorellais participent au scrutin. Le « non » à la fusion l'emporte dans les deux communes, avec 59 % à Bois-Guillaume et 66 % à Bihorel.
Le maire de Bois-Guillaume, Gilbert Renard, estime alors que « les opposants au projet se sont plus mobilisés que les partisans du oui lors de la consultation. ». Le 4 juillet 2011, le conseil municipal vote la fusion des deux communes sous l'entité de la commune nouvelle de Bois-Guillaume-Bihorel, effective au 1er janvier 2012.
La création de cette commune a été invalidée par le tribunal administratif de Rouen, décision contre laquelle ni la préfecture ni la municipalité n'ont fait appel,. Les deux communes sont donc recréées le 1er janvier 2014.

## Politique et administration
En 2010, la commune de Bois-Guillaume a été récompensée par le label « Ville Internet @@ ».

### Liste des maires
| Période                                  | Période                    | Identité                            | Étiquette    | Qualité |
| ---------------------------------------- | -------------------------- | ----------------------------------- | ------------ | --- |
| Les données manquantes sont à compléter. |                            |                                     |              | |
| 1790                                     | 1791                       | abbé Voisin                         |              | |
| 1791                                     | 1798                       | Bigot                               |              | |
| 1798                                     | 1808                       | Marin Jonquais                      |              | |
| 1808                                     | 1810                       | Le Tellier de Brotonne              |              | |
| 1810                                     | 1826                       | Henri Vatier                        |              | |
| 1826                                     | 1828                       | Pierre Périaux (1761-1836)          | SE           | Imprimeur |
| 1831                                     | 1843                       | Pierre Lecouturier                  |              | |
| 1843                                     | 1851                       | Jean de Gonfreville                 |              | |
| 1851                                     | 1866                       | Claude-Adrien Vittecoq              |              | |
| 6 juin 1866                              | 30 novembre 1870           | Barnabé Legendre (1794-1878)        |              | Ancien militaire, ancien juge au tribunal maritime de commerce de Rouen, médaillé de Sainte-Hélène, chevalier de la Légion d'honneur (1877) |
| 1872                                     | 1876                       | Louis-Théodore Firmin (1802-1878)   |              | |
| 1876                                     | 1888                       | Alexandre Girot                     |              | |
| 1888                                     | 1889                       | Narcisse Loqué (1822-1899)          |              | |
| 1889                                     | 1904                       | Raoul Gloria (1849-1931)            |              | Négociant en charbons |
| 1904                                     | 1908                       | Jules Chenillé de Bardy (1840-1927) |              | |
| 1908                                     | 1917                       | Charles Anfry (1870-1934)           |              | Professeur de musique |
| 1917                                     | 1920                       | Alexandre Legrand (?-1928)          |              | Entrepreneur de peinture |
| 1920                                     | 21 juin 1941               | Edmond Blondel (1877-1956)          |              | Industriel, député de 1928 à 1932 |
| 1942                                     | 1944                       | Roland Rénier                       |              | |
| 1944                                     | 1947                       | Émile Néel (1886-1972)              |              | |
| 1947                                     | 31 octobre 1962 (†)        | François Codet (1903-1962)          | UNR          | Ingénieur des Mines, député suppléant de Roger Dusseaulx, député (1962), conseiller général                                                 |
| 1962                                     | 1965                       | Louis Beignot-Devalmont             |              | |
| 1965                                     | 1987                       | Pierre Quintard (1925-2012)         | DVD          | Pharmacien Conseiller général de Bois-Guillaume (1982 → 1987)                                                                               |
| 1987                                     | juin 2006                  | René Seille                         | DVD puis UMP | Commerçant Conseiller général de Bois-Guillaume (1987 → 2008) Démissionnaire                                                                |
| juillet 2006                             | juillet 2020               | Gilbert Renard                      | UMP → LR     | Directeur de société retraité Conseiller général de Bois-Guillaume (2008 → 2015)                                                            |
| juillet 2020,                            | En cours (au 10 août 2020) | Théo Perez                          | SE           | Directeur financier de la ville du Kremlin Bicêtre                                                                                          |

### Politique locale
La commune de Bois-Guillaume est le chef-lieu du canton de Bois-Guillaume, représenté par les conseillers départementaux Nathalie Lecordier (DVD), adjointe au maire de Bihorel, et Pascal Martin (UDI), sénateur et ancien président du conseil départemental. Le canton de Bois-Guillaume est intégré à la deuxième circonscription de la Seine-Maritime représentée par la députée Annie Vidal (LREM).

### Jumelages
- Uelzen (Allemagne) ;
- Torgiano (Italie) ;
- Kegworth (Royaume-Uni), voir Kegworth ;
- Vilaplana (Espagne) ;
- Rouko (Burkina Faso) ;
- Tikare (Burkina Faso).

## Équipements et services publics

### Enseignement
La commune dépend de l'Académie de Normandie.
| Primaire | Collèges                   | Lycées            |
| --- | -------------------------- | ----------------- |
| - École maternelle des Bocquets - École maternelle des Clairières - École maternelle Germaine-Coty - École maternelle Georges-Pompidou - École élémentaire Bernanos - École élémentaire François-Codet - École élémentaire Les Portes-de-la-Forêt - École privée Sainte-Thérèse-d'Avila | - Collège Léonard-de-Vinci | - Lycée privé Rey |

### Postes et télécommunications
- En 2010, la commune a été récompensée par le label « Ville Internet @@ ».

### Santé
- L'hôpital de Bois-Guillaume est l'un des établissements de soins du centre hospitalier universitaire de Rouen.
- Clinique du Cèdre.
- Clinique Saint-Antoine.
- Croix-Rouge française : Hôpital de Bois-Guillaume et Institut de formation.

## Population et société

### Démographie
L'évolution du nombre d'habitants est connue à travers les recensements de la population effectués dans la commune depuis 1793. Pour les communes de plus de 10 000 habitants les recensements ont lieu chaque année à la suite d'une enquête par sondage auprès d'un échantillon d'adresses représentant 8 % de leurs logements, contrairement aux autres communes qui ont un recensement réel tous les cinq ans,.

En 2022, la commune comptait 14 497 habitants, en évolution de +6,89 % par rapport à 2016 (Seine-Maritime : +0,35 %, France hors Mayotte : +2,11 %).
| 1793  | 1800  | 1806  | 1821  | 1831  | 1836  | 1841  | 1846  | 1851  |
| ----- | ----- | ----- | ----- | ----- | ----- | ----- | ----- | ----- |
| 1 731 | 1 612 | 1 838 | 1 800 | 1 928 | 2 048 | 2 164 | 2 370 | 2 465 |

| 1856  | 1861  | 1866  | 1872  | 1876  | 1881  | 1886  | 1891  | 1896  |
| ----- | ----- | ----- | ----- | ----- | ----- | ----- | ----- | ----- |
| 2 779 | 3 120 | 3 578 | 4 046 | 4 239 | 5 021 | 5 460 | 5 510 | 3 455 |

| 1901  | 1906  | 1911  | 1921  | 1926  | 1931  | 1936  | 1946  | 1954  |
| ----- | ----- | ----- | ----- | ----- | ----- | ----- | ----- | ----- |
| 3 441 | 3 455 | 3 632 | 3 916 | 4 192 | 4 729 | 5 304 | 6 261 | 6 887 |

| 1962  | 1968  | 1975  | 1982  | 1990   | 1999   | 2006   | 2016   | 2021   |
| ----- | ----- | ----- | ----- | ------ | ------ | ------ | ------ | ------ |
| 7 253 | 8 782 | 9 590 | 9 323 | 10 159 | 11 968 | 13 013 | 13 562 | 14 262 |

| 2022   | - | - | - | - | - | - | - | - |
| ------ | - | - | - | - | - | - | - | - |
| 14 497 | - | - | - | - | - | - | - | - |

### Sports et loisirs
Bois-Guillaume héberge plusieurs clubs d'équitation, un club de football (FUSC Bois-Guillaume), un club de tennis, de volley-ball, de tennis de table, de badminton, de judo, d'aikibudo et un terrain d'entraînement au golf.

### Vie associative
- Union sportive et culturelle de Bois-Guillaume (USCB)

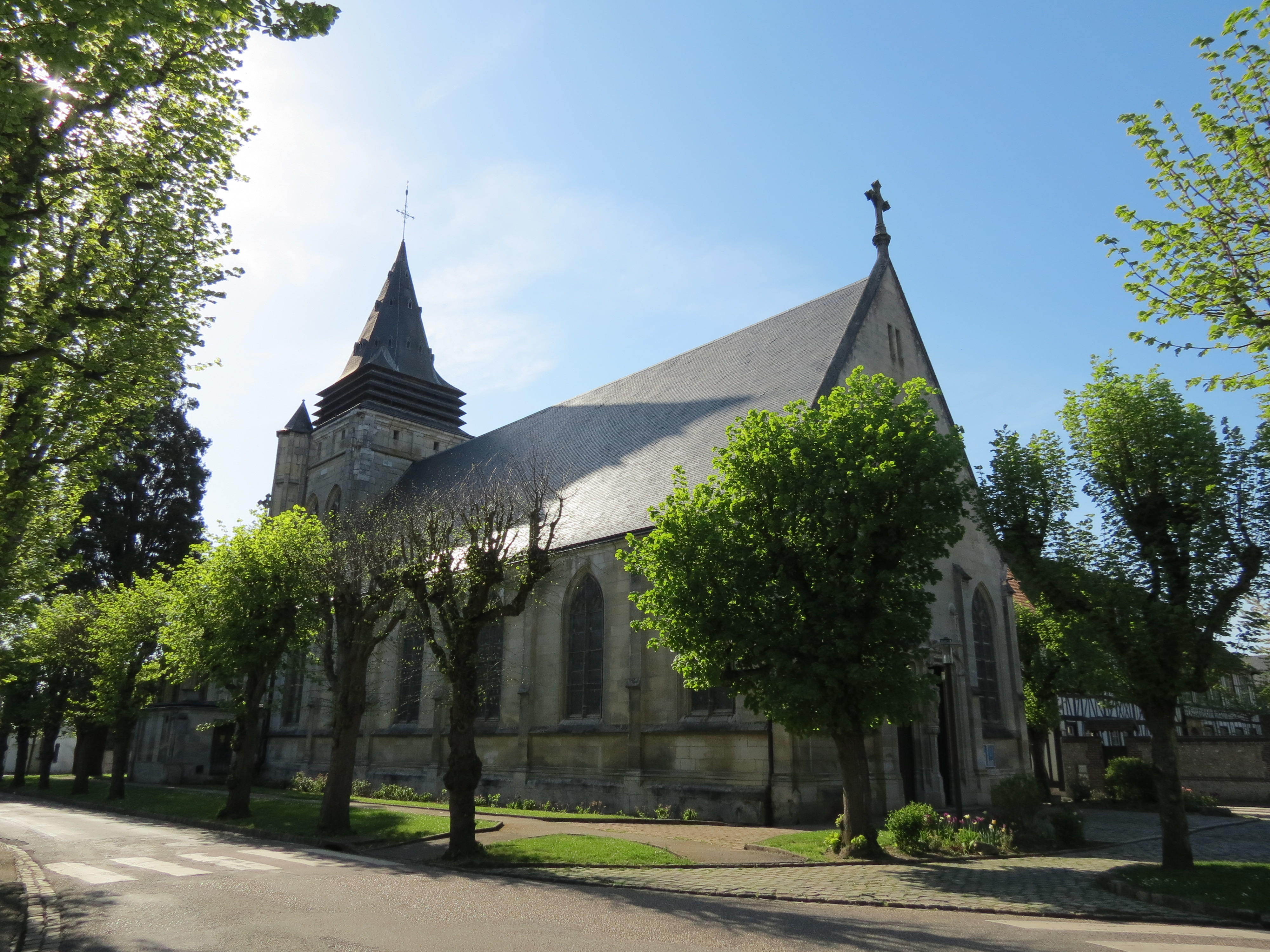
L'église Sainte-Trinité.

### Cultes
- L'église de la Sainte-Trinité de Bois-Guillaume est le siège de la paroisse catholique de Saint-Pierre et Saint-Paul de Bois-Guillaume Forêt Verte, qui regroupe, en plus de Bois-Guillaume, les communes d'Isneauville, Quincampoix, Saint-André-sur-Cailly et Saint-Georges-sur-Fontaine.

### Médias
- Le quotidien Paris-Normandie relate les informations locales.
- La commune est située dans le bassin d'émission de la chaîne de télévision France 3 Normandie ainsi que La Chaîne normande.

## Économie

### Revenus de la population et fiscalité
En 2010, le revenu fiscal médian par ménage était de 43 419 €, ce qui plaçait Bois-Guillaume au 1 207e rang parmi les 31 525 communes de plus de 39 ménages en métropole.

## Culture locale et patrimoine

### Lieux et monuments
- Église de la Sainte-Trinité (fin XVe siècle). Son chœur a changé d'orientation au XIXe siècle[35]. Une partie importante de l'édifice d'origine subsiste, notamment l’ancienne nef et la tour-lanterne. Les vitraux du maître verrier Pierre-Jules Boulanger datent de 1871. Il existe un lien historique avec les chartreux d'Aubevoye (Eure).
- Chapelle du Carmel : ancienne chapelle de la Purification (fin XIXe) du monastère des carmélites servant aujourd’hui aux manifestations culturelles. Le monastère a été détruit en 1983. On y trouvait un artisanat d’hosties, de livres et d’images.
- Mairie, construite en 1886 par Louis Loisel.
- Monument aux morts

### Personnalités liées à la commune
- Eugène Noël (1816-1899), poète.
- Constant Fouard (1837-1903), bibliste
- François Depeaux (1853-1920), industriel et collectionneur.
- Robert Antoine Pinchon (1886-1943), peintre.
- Richard Dufour (1888-1959), sculpteur, y a vécu.
- Bernard Pluchet, né le 1er janvier 1903 au Coudray-Montceaux et mort le 8 septembre 1981 à Bois-Guillaume, a été député de l'Eure de 1951 à 1956[36]. Il est un descendant de Vincent Charlemagne Pluchet.
- Georges Breuil (1904-1997), peintre, y vécut.
- Gaston Sébire (1920-2001), peintre, y vécut de 1942 à 1957.
- Jacques Natanson (1923-2016), professeur, philosophe, pédagogue, syndicaliste, a vécu à Bois-Guillaume de 1966 à sa mort en 2016.
- Alain Gerolami (1926-2024), haut fonctionnaire français, y vécut.
- Jacques Rouland (1929-2002), animateur TV, y passera sa retraite, entre 1991 et 2002.
- Le général Arnold Schwerdorffer (né en 1943), homme politique.
- François Hollande (né en 1954), homme politique, président de la République française de 2012 à 2017[37].
- Grégory Tafforeau (né en 1976), footballeur et capitaine du LOSC, formé au stade Malherbe de Caen et revenu en 2009 (saison 2009/2010), avec comme objectif de remonter en L1 avec le SMC.
- Marie Le Vern (née en 1983), femme politique, y est née.
- Pierre Gasly (né en 1996), pilote automobile, vécut son enfance dans cette ville.

### Héraldique
| Armes de Bois-Guillaume | Les armes de la commune de Bois-Guillaume se blasonnent ainsi : Parti : au 1er d'azur à la gerbe de blé d'or, au 2e de gueules à deux lions de sable l'un au-dessus de l'autre. |